# Pimpla varipes
Pimpla varipes là một loài tò vò trong họ Ichneumonidae.